# Ilaria Salis
Ilaria Salis (Milano, 17 giugno 1984) è un'attivista e politica italiana.
Nel febbraio 2023, Salis viene arrestata a Budapest con l'accusa di aver aggredito tre militanti neonazisti; la notizia viene portata all'attenzione pubblica nel dicembre dello stesso anno, quando viene condotta con costrizioni alle caviglie e ai polsi presso il tribunale. Alle elezioni europee del 2024 in Italia, Salis viene candidata presso le circoscrizioni nord-occidentale e insulare tra le file di Alleanza Verdi e Sinistra, risultando eletta e ottenendo quindi la liberazione e l'immunità parlamentare.

## Biografia
Dopo un triennio vissuto con la famiglia nel Regno Unito fra il 1992 e il 1995, cresce a Monza. Diplomatasi al liceo classico B. Zucchi di Monza, nel 2005 si laurea cum laude all'Università degli Studi di Milano in Scienze storiche e, nel 2021, consegue la laurea magistrale in Filologia, letterature e storia dell'antichità presso lo stesso ateneo. Educatrice e maestra elementare, dal 2021 diviene anche docente supplente presso gli istituti di scuola secondaria superiore. Militante antifascista, a diciott'anni partecipa assieme a suoi compagni di classe alla fondazione del centro sociale FOA Boccaccio di Monza. Per le attività svolte in occasione di manifestazioni e proteste ha riportato diverse segnalazioni e denunce, oltre ad alcune condanne definitive per invasione di edifici pubblici e resistenza a pubblico ufficiale in concorso.

### La detenzione in Ungheria
Nel febbraio 2023 è a Budapest assieme ad altri militanti contrari alla celebrazione del Giorno dell'Onore, giornata in cui neonazisti provenienti da tutta Europa celebrano i militari tedeschi e ungheresi morti nel 1945 durante l'assedio di Budapest dell'Armata Rossa. L'11 febbraio, Salis viene arrestata dalle autorità ungheresi con l'accusa di aver causato "lesioni che potevano pregiudicare la vita" di tre militanti neonazisti magiari, aggrediti il giorno precedente, (secondo altre versioni invece sarebbe accusata di aver partecipato all'aggressione a un militante di estrema destra e a un passante erroneamente scambiato come tale) e di appartenere a un'associazione criminale tedesca nota come Hammerbande (lett. "Banda del martello"). Dichiaratasi non colpevole e rifiutata di conseguenza la proposta di un patteggiamento a 11 anni di reclusione, viene trattenuta in custodia in carcere in tutti i mesi successivi.
La notizia viene portata all'attenzione pubblica solo nel dicembre 2023, quando Salis denuncia le proprie condizioni di detenzione in un memoriale inviato al consolato italiano a Budapest, e viene condotta con costrizioni alle caviglie e ai polsi presso il tribunale durante una sessione del processo, alla presenza dei media internazionali. Ne nasce una controversia a livello internazionale: i trattamenti durante la custodia vengono ritenuti dalla Confederazione europea dei sindacati "degradanti e inumani" e sono fortemente criticati da organismi internazionali quali il Comitato economico e sociale europeo, mentre si esprimono sul caso anche il presidente della Repubblica Italiana Sergio Mattarella e i ministri italiani Carlo Nordio e Antonio Tajani, portando alle proteste formali del governo italiano nei confronti dell'Ungheria. Coimputato con Salis è Gabriele Marchesi, arrestato in Italia su mandato europeo della magistratura magiara, sul cui caso si esprime la Corte d'appello di Milano, che ne nega l'estradizione in Ungheria. La Corte, facendo riferimento a una risoluzione del Parlamento europeo, segnala la propria preoccupazione per lo Stato di diritto e la situazione dei diritti fondamentali in Ungheria, rilevando una mancanza di proporzionalità sia nelle misure cautelari sia di imputazione (secondo Giuristi democratici, in Ungheria il reato verrebbe illecitamente aggravato con l'ipotesi delle lesioni potenzialmente mortali, generando "un nonsenso giuridico"). A differenza di Marchesi, un'altra imputata tedesca per le aggressioni avvenute a Budapest nello stesso giorno è stata invece estradata in Ungheria per decisione del tribunale competente di Berlino.
Dopo aver versato una cauzione di 16 000 000 HUF (pari a circa 41500 €), il 24 maggio 2024 Salis viene posta agli arresti domiciliari con l'ausilio del braccialetto elettronico; nella stessa udienza il giudice pronuncia ad alta voce l'indirizzo di Budapest dove Salis avrebbe dovuto scontare gli arresti domiciliari, che il 30 maggio viene pubblicato da siti ungheresi di estrema destra. Temendo per la propria incolumità, Salis chiede di poter essere ospitata all'interno dell'ambasciata italiana di Budapest. Il 14 giugno, a seguito della sua elezione a europarlamentare, Salis è stata liberata dalle autorità ungheresi, basandosi sul precedente della sentenza C-502/19 della Corte di giustizia dell'Unione europea in cui si stabiliva che lo status di parlamentare (con il relativo diritto all'immunità) è da considerarsi raggiunto a partire dalla proclamazione dell'elezione, e non dall'insediamento all'Europarlamento. Il giorno seguente Salis rientra in Italia, accompagnata dai genitori sino alla propria casa di Monza.

### Elezione al Parlamento europeo
Il 18 aprile 2024 i leader di Alleanza Verdi e Sinistra Nicola Fratoianni e Angelo Bonelli annunciano la candidatura di Ilaria Salis alle elezioni europee, presso le circoscrizioni nord-occidentale e insulare, con l'obiettivo di eleggerla europarlamentare e garantirne l'immunità parlamentare. Alla luce dei risultati delle votazioni europee, Salis viene eletta in entrambe le circoscrizioni ricevendo complessivamente 178 202 preferenze.
Il 26 giugno 2024 ha tenuto la sua prima conferenza stampa da europarlamentare, impegnandosi durante il suo mandato a concentrarsi sulle condizioni delle carceri, sull'immigrazione e sui problemi dei giovani.
Il 22 ottobre 2024 gli eurodeputati di Fidesz, il partito di maggioranza governativa di estrema destra in Ungheria, hanno annunciato a Strasburgo che il loro governo nazionale ha chiesto la revoca dell'immunità parlamentare a Salis; il 23 gennaio 2025 è iniziato l'iter.

## Opere
- Vipera, Milano, Feltrinelli, 2025, ISBN 978-88-07-17493-3.

## Nella cultura di massa
Nel gennaio 2024, Zerocalcare dedica alla vicenda di Ilaria Salis la graphic novel intitolata In fondo al pozzo. Una storia di nazisti, galera e responsabilità, inizialmente pubblicata sul settimanale Internazionale, a cui seguono altre strisce di aggiornamento nei numeri seguenti. Nel mese di giugno successivo, i fumetti di Zerocalcare sul caso Salis vengono raccolti e pubblicati insieme ad alcuni inediti nel volume Questa notte non sarà breve.